# Tarnówka (Myślenice)
Tarnówka – północna część miasta Myślenice. Rozpościera się wzdłuż ulicy o nazwie Tarnówka.